# 溪西水库
溪西水库是中国福建省宁德市霞浦县崇儒畲族乡境内的一座水库，位于罗汉溪上，建于1974年。水库正常库容为3400万立方米，集雨面积为53平方千米，海拔为440.6米。